# Переходное состояние
Переходное состояние или активированный комплекс — промежуточное состояние в ходе химической реакции, при котором атомы принимают определенную конфигурацию вдоль реакционной координаты. Другими словами, переходное состояние — это состояние химической системы промежуточное между исходными веществами (реагентами) и продуктами реакции. Переходное состояние соответствует наивысшей энергии вдоль данной координаты реакции (хотя не обязательно наивысшей энергии на поверхности потенциальной энергии). При этом принимается допущение о идеальной необратимости реакции, при которой система пришедшая из конфигурации реагентов в переходное состояние больше не возвращается к исходным веществам, а превращается только в продукты.